# Zatoka Botnicka

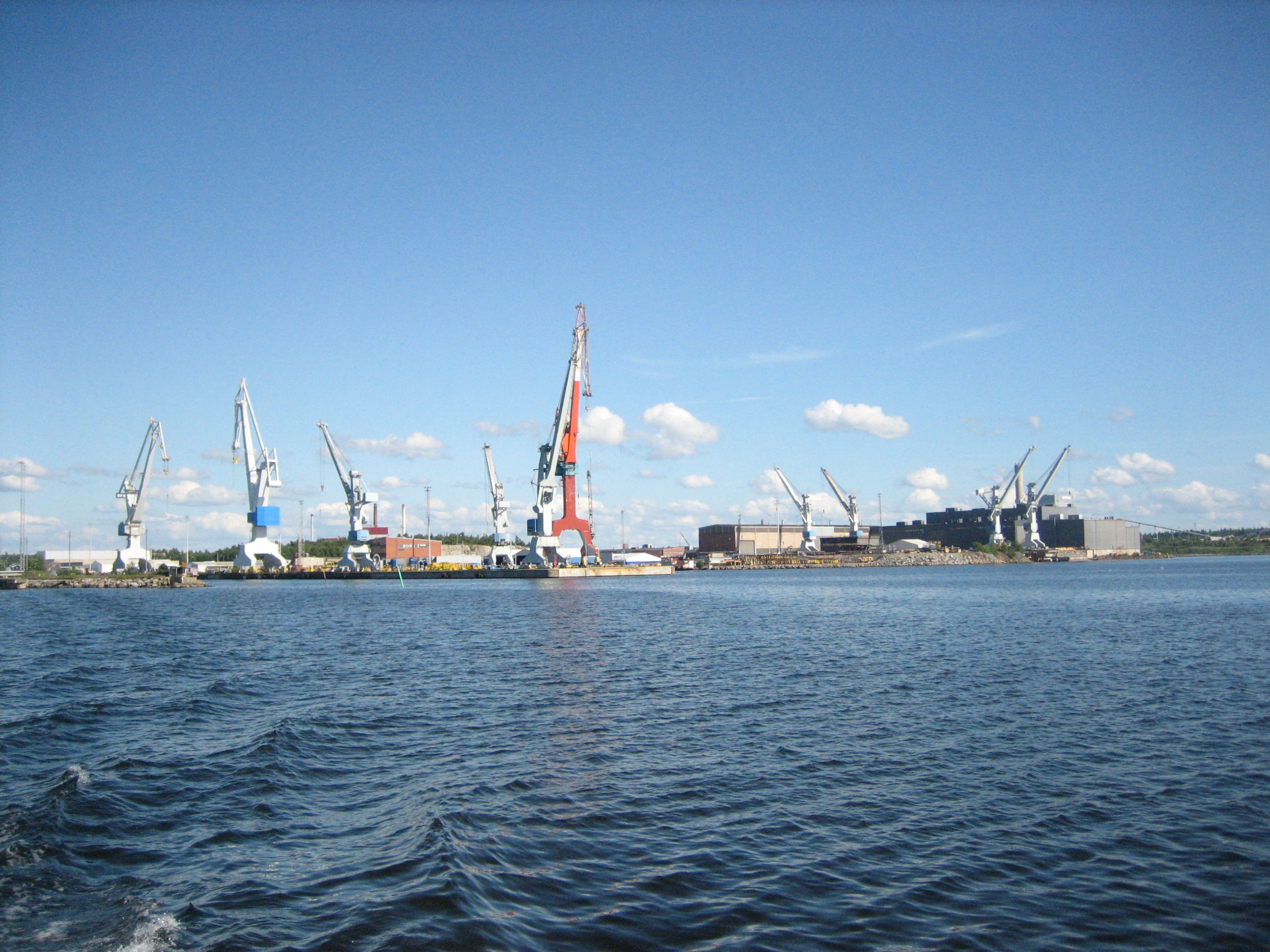
Doki portu Rauma

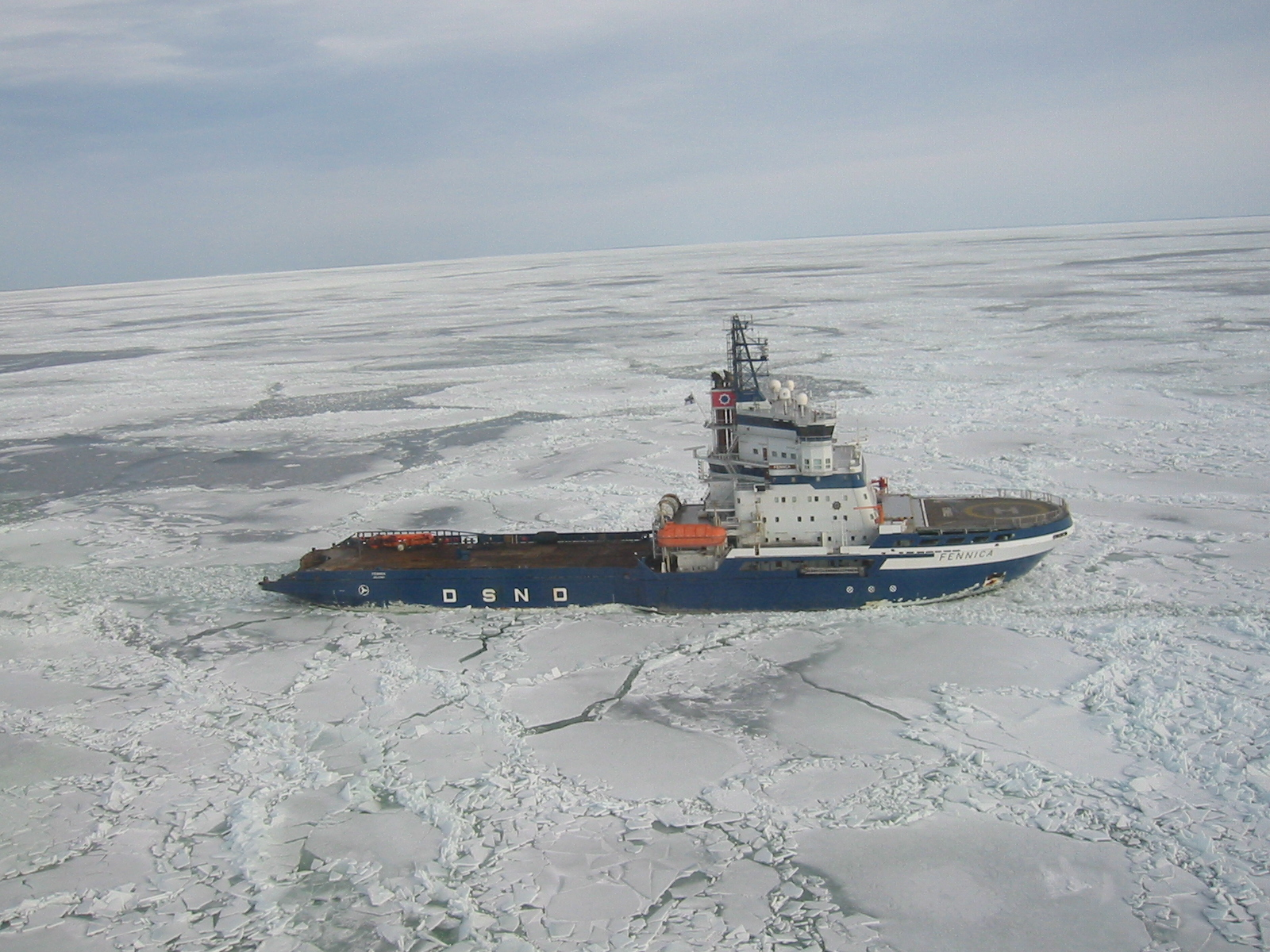
Lodołamacz Fennica na Zatoce Botnickiej

Zatoka Botnicka (fiń. Pohjanlahti, szw. Bottniska viken) – najbardziej wysunięta na północ część Morza Bałtyckiego pomiędzy zachodnim wybrzeżem Finlandii a wschodnim Szwecji. Zatoka Botnicka połączona jest z właściwym Bałtykiem niewielkimi akwenami morskimi: Morzem Alandzkim o średniej głębokości około 80 - 100 m i maksymalnej 405 m oraz Morzem Archipelagowym o głębokości średniej 27 m i maksymalnej 146 m. Od południa zamyka ją archipelag Wysp Alandzkich.
Niewielkie zasolenie waha się od 7‰ w części południowej do zaledwie 2‰ w części północnej. Z tego względu podczas zimy bywa cała skuta lodem przez okres do ośmiu miesięcy. Żegluga jest wówczas możliwa wyłącznie dzięki stale operującym na zatoce lodołamaczom.

## Nazwa
Nazwa zatoki pochodzi z latynizacji staronordyckiego słowa oznaczającego "spód, dno" do formy botn. Po raz pierwszy forma ta pojawia się w nazwie Helsingjabotn, nazwanej po Hälsinglandzie, którą to nazwą określało się wówczas mniej więcej całe dzisiejsze szwedzkie wybrzeże zatoki.
Fińskie słowo pohja oznacza "spód".
Według niektórych teorii Zatoką Botnicką może być opisane przez Ottara z Hålogaland w IX wieku Morze Kwen (Kven Sea; inne teorie łączą je z Zatoką Fińską i Oceanem Arktycznym). Z zatoką łączy się też niekiedy użytą w XV wieku przez duńskiego geografa Claudiusa Clavusa nazwę Mare Gotticus.

## Historia
Zatoka nie była znana starożytnym i średniowiecznym geografom i nie została wskazana na mapie duńskiego kartografa Claudiusa Clavusa z 1427 r., ani na mapie Hartmanna Schedla wydrukowanej w 1493 r. Pierwsza mapa, na której wytyczono zatokę, choć bez podania nazwy, należy do Nikolausa Germanusa z 1482 r.

## Geografia
Długość akwenu wynosi 725 km, szerokość waha się od 80 do 240 km. Powierzchnia wynosi 117 000 km². Najbardziej na północ wysuniętym punktem jest szwedzka wieś Töre.
Zatoka dzieli się na dwa rejony:
- Botnik Północny o średniej głębokości 42 m i największej 141 m
- Botnik Południowy (zwany też Morzem Botnickim[4]) o średniej głębokości 62 m i maksymalnej 294 m.

Zbiorniki te są oddzielone od siebie cieśniną Kvarken Północny o szerokości około 80 km. Kvarken Południowy łączy Zatokę z Morzem Archipelagowym pomiędzy wybrzeżem Szwecji a wyspami Alandzkimi.
Międzynarodowa Organizacja Hydrograficzna definiuje południową granicę Zatoki Botnickiej linią Simpnäsklubb (Szwecja) – Flötjan – Lagskær – – Fæstörne – Kökarsörn – Vænö-Kalkskær – półwysep Hanko (Finlandia), w ten sposób zawierając w niej m.in. Wyspy Alandzkie.

## Rzeki
Duża liczba rzek uchodzących do Zatoki Botnickiej jest główną przyczyną jej niskiego zasolenia. Najważniejsze spośród nich to:
Szwecja
- Indalsälven
- Umeälven
- Ångermanälven
- Skellefteälven
- Piteälven
- Luleälven
- Kalixälven
- Torne

Finlandia
- Kemijoki
- Iijoki
- Oulujoki
- Kokemäenjoki

## Miasta
Ważniejsze miasta leżące na brzegach Zatoki Botnickiej:
Szwecja
- Luleå
- Umeå
- Härnösand
- Sundsvall
- Gävle
- Haparanda

Finlandia
- Tornio
- Kemi
- Oulu
- Vaasa
- Pori
- Rauma